# Playa de Las Salinas (Los Alcázares)
La playa de Las Salinas se encuentra en el municipio de Los Alcázares, en la Región de Murcia, a la orilla del Mar Menor. Es una playa urbana dotada de servicios que debe su nombre a una antigua explotación salinera.
Se extiende desde la playa de la Hita compartida con el término municipal de San Javier hasta la playa de los Narejos.
Al tratarse de una playa urbana dispone de iluminación nocturna y de espacios para el desarrollo de actividades deportivas, así como chiringuitos.